# Racova, Suceava
Racova este un sat în comuna Udești din județul Suceava, Moldova, România.
Până la reforma administrativă din 1950 a făcut parte din județul Baia.

 Acest articol despre o localitate din județul Suceava este deocamdată un ciot. Puteți ajuta Wikipedia prin completarea lui.

1. ↑  Recensământul general al populației României din 1930